# Kaochiaoja pileophaga
Kaochiaoja pileophaga är en insektsart. Kaochiaoja pileophaga ingår i släktet Kaochiaoja och familjen långrörsbladlöss. Inga underarter finns listade i Catalogue of Life.